# Ligota Piękna
Ligota Piękna (niem. Schön Ellguth) – wieś w Polsce położona w województwie dolnośląskim, w powiecie trzebnickim, w gminie Wisznia Mała.

## Podział administracyjny
W latach 1975–1998 miejscowość administracyjnie należała do województwa wrocławskiego.

## Nazwa
Nazwa Ligota nadawana była miejscowościom zwolnionym z opłat lub z ulgami na zagospodarowanie. Polska nazwa jest bezpośrednim tłumaczeniem z niemieckiego: Schön ➜ Piękna, Ellguth ➜ Ligota.

## Historia
Pierwsze znane informacje pochodzą z roku 1400, kiedy to wieś nosiła nazwę Elgoth. W czasie wojny 7-letniej pomiędzy Wielką Brytanią, Prusami i Hanowerem a Francją, Austrią, Rosją, Szwecją i Saksonią wieś została spalona. We wsi istniał piętrowy pałac wybudowany w XIX w. Główne wejście w dwukondygnacyjnej wieży o podstawie kwadratu, zwieńczonej hełmem. Po lewej stronie okrągła wieża zwieńczona dachem stożkowym. Całość kryta dachem czterospadowym. Zniszczony przez spalenie w 1946 r.

## Obiekty zabytkowe
We wsi nie ma wielu zabytków, a jednym z nielicznych jest drewniana kapliczka z rzeźbą Chrystusa Frasobliwego.

## Sport
We wsi działają 2 kluby piłkarskie: Orkan Ligota Piękna i LZS Grom Ligota Piękna (zał. 10 marca 2008). Grom, od sezonu 2014/2015, gra w B-klasie, grupa: Wrocław II (zajął wówczas 8. lokatę). Po 13 kolejkach rundy jesiennej sezonu 2015/2016, jest liderem posiadając 31 pkt (bilans: 9-4-0). Orkan do sezonu 2004/2005 rywalizował w A-klasie, przez 8 sezonów współzawodniczył w B-klasie, natomiast w roku 2014 spadł do C-klasy. Pierwsze derby Ligoty Pięknej miały miejsce 11 listopada 2011 i zakończyły się wynikiem 3-3. Drugie starcie (20 maja 2012) zakończyło się wygraną Orkanu 2-1.
Wszystkie mecze odbywają się na stadionie sportowym Ligota Piękna o pojemności 200 miejsc, w tym: 70 miejsc siedzących (wymiary boiska: 110 × 75 m).